# Кондаков Никодим Павлович
Никоди́м Павло́вич Кондако́в (нар. 13 листопада 1844, с. Ольшанка, Новооскільський повіт, Курська губернія, Російська імперія — 17 лютого 1925, Прага, Чехословаччина) — історик мистецтва, візантиніст, археолог, академік.

## Життєпис
Никодим Павлович Кондаков народився в слободі Ольшанка, що на той час входило до складу Новооскільського повіту Курської губернії Російської імперії.
Освіту здобув на історико-філологічному факультеті Імператорського Московського університету в 1865 році. Наукову діяльність починав, ще коли був студентом, під керівництвом професора Федора Буслаєва — дослідника в галузі мовознавства, літературознавства, фольклору та мистецтвознавства.
У 1870 році очолив кафедру з теорії і історії мистецтв у Імператорського Новоросійського університету (нині — Одеський національний університет імені І. І. Мечникова), де викладав до 1887 року.
У 1873 році в Імператорському Московському університеті захистив магістерську дисертацію на тему «рос. Памятник Гарпий из Малой Азии и символика греческого искусства». І в 1873 році здійснив декілька подорожей на південь Росії і до Грузії, де у той час велися археологічні дослідження. У 1875—1876 роках відвідав наукові центри Європи з метою ознайомитись із культурою античного світу та удосконалити методику досліджень в галузі християнської та візантійської археології.
У 1876 році захистив докторську дисертацію «рос. История Византийского искусства и иконографии по миниатюрам греческих рукописей», яка стала однією з найбільш визначних його праць. Робота важлива тим, що вчений вперше застосував іконографічний метод, який дозволив дати абсолютно нове висвітлення матеріалу. Метод дослідження вченого дав можливість достовірно відобразити всі об'єкти художньої культури, які потрапляли в поле його зору. Після захисту докторської дисертації його обрано ординарним професором Імператорського Новоросійського університету (нині — Одеський національний університет імені І. І. Мечникова) у 1877 році.
Низка подорожей по країнах Європи і Сходу з метою збору наукового матеріалу, які не припинялися впродовж всього його життя, сприяли формуванню всесвітньо відомого вченого. Відвідав Кавказ (1889 року), обстежував пам'ятники Синаю (1881 року), Константинополя (1884 року), Сирії (1891 року), Палестини (1891 року), Афону (1898 року), Македонії, багато працював у відомих музеях Європи. Результатом майже кожної з подорожей ставали видання фундаментальних праць, які давали величезний, абсолютно новий матеріал у відтворенні різних аспектів візантійського мистецтва.
Очоливши у 1870 році кафедру одночасно керував і Музеєм витончених мистецтв Імператорського Новоросійського університету (нині — Одеський національний університет імені І. І. Мечникова), створеного ще професором Федором Струве. За час його керування для Музею було придбано твори з історії мистецтв і колекція теракот. Розглядав теракоти стародавніх греків у їх відношенні «до мистецтва, релігії та побуту», про що й було написано у його праці, опублікованій у «Записках» Імператорського Одеського товариства історії і старожитностей (1879 рік).
Виконував обов'язки директора Одеської малювальної школи у період 1884—1889 років, а згодом здійснював загальне керівництво нею, займався укладанням статуту. В подальшому, за дорученням Академії мистецтв, дійсним членом якої він був, стежив за діяльністю школи. Мешкаючи в Одесі до 1888 року, був одним з найактивніших членів Імператорського Одеського товариства історії і старожитностей. Взяв участь в організації та роботі VI Всеросійського археологічного з'їзду (1884 рік), що проходив у Одесі. Для цієї події він підготував ґрунтовну працю «Византийские церкви и памятники Константинополя».
З 1888 року — професор Імператорського Санкт-Петербурзького університету, і його академік (1898 рік), експерт імператорського двору з іконопису. За цей час виходить величезна кількість статей та рецензій вченого за різноманітними темами. Завдяки своїм дослідженням стає видатним фахівцем з російської художньої культури та археології. У квітні 1917 року він виїхав з Петрограду до Одеси, потім перебував у Ялті.
У вересні 1918 року знов повернувся до Одеси, де читав лекції з історії російського іконопису в університеті та співпрацював у газеті «Южное слово» (1919—1920 роки).
У лютому 1920 року емігрував. Жив у Стамбулі, Варні, Софії. У 1922—1925 роках читав лекції в Празькому університеті. Похований на Ольшанському цвинтарі.

## Наукова діяльність
Написав величезну кількість робіт з історії візантійського, давньоруського, грузинського і західноєвропейського мистецтва, присвячених як окремим пам'яткам так і більш загальним питанням. Був одним з перших учених-дослідників, хто звернувся до вивчення візантійського і давньоруського мистецтва. Розробив новий підхід до пам'яток середньовічного мистецтва і був першим російським істориком мистецтва, який вплинув на європейське мистецтвознавство, створив свою власну оригінальну методику дослідження витворів східно-християнського мистецтва. Започаткував новий розділ у мистецтвознавстві — історію візантійської художньої культури, визначив її періодизацію і почав вивчення її специфічних рис. Усією своєю науковою діяльністю довів, що теорія мистецтва знаходиться у тісному зв'язку з його історією, і, спираючись на історичні факти, вона стає наукою. Створив наукову школу, зробив вагомий внесок у вивчення середньовічної художньої культури. Особливе місце в науці посідають його безпосередні учні Дмитро Айналов, Єгор Редін, Яків Смирнов.
Використання принципу типологічної систематизації пам'ятників і аналітичний підхід до їх техніки дозволили йому розглядати мистецтво Західної Європи, Візантії і Сходу як таке, що має спільне коріння. Формування іконографічного методу мало важливе значення в становленні мистецтвознавства як самостійної дисципліни.

### Наукові праці
- Памятник Гарпий в Малой Азии и символика греческого искусства. — Одесса, 1873;
- История византийского искусства и иконографии по миниатюрам греческих рукописей. — СПб., 1876;
- Древняя архитектура Грузии // Древности. — М., 1876. — Т. 6. — Вып. 3;
- Мраморный рельеф из Пантикапеи // ЗООИД. — Одесса, 1877. — Т. 10;
- Мелкие древности Кубанской и Терской областей // Труды 3-го археологического съезда в Киеве. — Киев, 1878. — Т. 1;
- Древнехристианская патера из Керченских катакомб // ЗООИД. — Одесса, 1879. — Т.11;
- Греческие терракотовые статуэтки в их отношении к искусству, религии и быту // ЗООИД. — Одесса, 1879. — Т. 11;
- Мозаики мечети Кахрие-Джамиси в Константинополе. — Одесса, 1881;
- Путешествие на Синай в 1881 году. — Одесса, 1882;
- Опись памятников древности в некоторых храмах и монастырях Грузии. — СПб., 1890;
- Русские клады. — СПб., 1896;
- Лицевой иконописный подлинник Антониево-Сийского монастыря. — СПб., 1898. Вып. 1-4;
- О научных задачах истории древнерусского искусства. — СПб., 1899;
- Археологическое путешествие по Сирии и Палестине. — СПб., 1904;
- Изображение княжеской семьи в миниатюрах XI века. — СПб., 1906;
- Македония. Археологическое путешествие. — СПб., 1909;
- Памятники христианского искусства на Афоне. — М., 2004;
- Византийские церкви и памятники Константинополя. — М., 2006.